# Orden de las Palmas Magisteriales
La Orden de las Palmas Magisteriales es una distinción otorgada por el Estado Peruano a través del Ministerio de Educación a reconocidos docentes o intelectuales, que hayan contribuido al progreso de la educación, la ciencia, la cultura y la tecnología del Perú.
La Orden fue creada en 1949 durante el gobierno del presidente Manuel A. Odría bajo Decreto Ley Nro. 11192.
El Artículo 1.º del Decreto Supremo n.º 0072005-ED, dice:

La Condecoración de Palmas Magisteriales constituye un reconocimiento y una distinción honorífica que el Estado otorga a todo profesional en educación o con título distinto que se encuentre con vida, y que ha contribuido en forma extraordinaria en el ejercicio de las actividades pedagógicas, o con un aporte ejemplar a la educación, la ciencia, la cultura y la tecnología del país (...). Es criterio básico para otorgar la condecoración, la solvencia moral reconocida socialmente.

Las personas que reciban la Orden deben ser propuestos anualmente por instituciones públicas o privadas relacionadas con la educación, la ciencia y la cultura a las Comisiones Calificadoras de las Direcciones Regionales de Educación.
Esta recompensa es otorgada por el ministro de Educación en presencia de sus viceministros y otros miembros de la Orden.

## Grados
Las categorías de la Orden de las Palmas Magisteriales son:
- Amauta, conferido a educadores o personas con otro título que ostenten relevante y reconocida trayectoria académica en las áreas de educación, ciencia y cultura.
- Maestro, conferido a educadores o personas con otro título que hayan ejercido la docencia con una trayectoria relevante.
- Educador, conferido solo a docentes como reconocimiento a su distinguida calidad educativa.